# Harold Baines
Harold Douglas Baines (Easton, 15 marzo 1959) è un giocatore di baseball statunitense che ha giocato nel ruolo di battitore designato ed esterno nella Major League Baseball (MLB). È stato introdotto nella National Baseball Hall of Fame nel 2019.

## Carriera
Baines in carriera giocò per i Chicago White Sox, i Texas Rangers, gli Oakland Athletics, i Baltimore Orioles e i Cleveland Indians tra il 1980 e il 2001. Le sue annate migliori le disputò con i Chicago White Sox in tre diverse occasioni, squadra di cui in seguito fu assistente allenatore, con cui vinse le World Series 2005. Baines, un nativo del Maryland giocò anche annate di rilievo con gli Orioles in tre diverse occasioni.
Al momento del ritiro, Baines era al settimo posto nella American League (AL) per gare giocate (2.830) e decimo per punti battuti a casa (RBI; 1.628). Noto soprattutto per le sue battute di potenza in situazioni delicate, si trova al settimo posto nella storia storia della AL per grandi slam (13), quarto in gare da tre fuoricampo (3), e settimo nella storia della MLB per walk-off home run (10). Baines ebbe una media battuta sopra .300 in otto diverse annate e batté con .324 in 31 gare di playoff, raggiungendo il .350 in cinque diverse serie.
Convocato per sei All-Star Game, Baines guidò la AL in media bombardieri nel 1984. Detenne il record di fuoricampo dei White Sox dal 1987 al 1990 quando fu superato da Carlton Fisk. I suoi 221 fuoricampo sono ancora un record per un battitore mancino della squadra, così come i 981 RBI e i 585 colpi da extra base. Le sue 1.652 gare come battitore designato sono un record della major league. In precedenza ha detenuto il record per home run battuti da un battitore designato (236) finché fu superato da Edgar Martínez nel 2004. Un altro primato che possedeva era il numero di valide per un battitore designato (1.688) prima di essere superato da David Ortiz il 10 luglio 2013. 

## Palmarès
- MLB All-Star: 6

1985–1987, 1989, 1991, 1999
- Silver Slugger Award: 1

1989
- Numero 3 ritirato dai Chicago White Sox